# 1Я2ТА
Ракета 1Я2ТА — советская трёхступенчатая геофизическая ракета. Предназначена для запуска летающей ионосферной лаборатории «Янтарь» для исследования плазменно-ионного двигателя.

## История создания
Создана на базе противоракеты В-1000, разработанной под руководством П. Д. Грушина в ОКБ-2 МАП (сейчас МКБ «Факел»). В-1000 — двухступенчатая ракета нормальной аэродинамической схемы (рули второй ступени расположены в её хвостовой части), с твердотопливным ускорителем и маршевой ступенью с жидкостным ракетным двигателем (ЖРД), созданном в ОКБ-2 Главного конструктора А. М. Исаева. Стартовая масса ракеты составила 8700 кг, скорость разгона ракеты ускорителем 630 м/с. Для обеспечения аэродинамической устойчивости на ускорителе был установлен трёхперьевой стабилизатор. После отделения ускорителя включался жидкостный реактивный двигатель второй ступени. Ракета разгонялась до 1500 м/с.
Разработка твердотопливного разгонного двигателя ПРД-33 на заводе № 81 началась в 1957 году. Начальником КБ-2 завода был Павел Григорьевич Десятчиков, главным конструктором — Иван Иванович Картуков, начальником бригады — Николай Тихонович Жирухин. Конструктором двигателя был назначен Виктор Иванович Кузнецов. В то время ПРД-33 был самым мощным в мире пороховым ракетным двигателем. Некоторые специалисты считали, что создать двигатель с такими высокими энергетическими характеристиками не удастся.
Заряд на основе баллиститного пороха НМФ-2 разрабатывался в НИИ-125 (ныне ФЦДТ «Союз») под руководством начальника института Бориса Петровича Жукова. Главным конструктором заряда был Леонид Алексеевич Смирнов. В 1959 году двигатель ПРД-33 был отработан и передан для производства на Куйбышевский механический завод. Осенью 1959 года начались первые испытательные пуски противоракет В-1000, оснащённых штатным двигателем.
ПРД-33 развивал тягу 200 тонн, имел длину около пяти метров, длину пороховой шашки 3,1 метра, диаметр корпуса 1,1 метра, вес многошашечного заряда 2700 килограммов, время работы от 3 до 4,5 секунд.
Тяга ЖРД на земле составляла 10500 кг, а время работы 36,5-42 секунд. Коллективу А. М. Исаева удалось создать двигатель С2.726 требуемой тяги на долгохранимых компонентах топлива ТГ-02/ АК-27И и временем работы 55 секунд. Его сухая масса была всего лишь 90 килограммов.
К началу 1960-х годов, рядом ведущих институтов СССР было создано несколько моделей электрореактивных двигателей, которые надо было испытать на большой высоте в околоземном пространстве. Три знаменитых научных центра страны — Центральный аэрогидродинамический институт (ЦАГИ), Центральный институт авиационного моторостроения (ЦИАМ) и Лётно-исследовательский институт имени М. М. Громова (ЛИИ) обратились к Долгопрудненскому машиностроительному заводу (ДМЗ) с предложением изготовить ракету для испытания опытных образцов ЭРД на высотах до 400 километров.
Такая трёхступенчатая ракета 1Я2ТА была в кратчайшие сроки спроектирована в ОКБ ДМЗ и изготовлена на заводе. Испытуемый ЭРД был размещён на третьей ступени ракеты — специальной ионосферной лаборатории «Янтарь». Его работу обеспечивало множество датчиков и приборов, программное автоматическое устройство, средства измерения электрических токов и статического напряжения, телеметрическая радиостанция с запоминающим устройством.
Особые трудности встретились при проектировании ионосферной лаборатории «Янтарь». Необходимо было обеспечить чистоту атмосферы непосредственно около поверхности лаборатории, так как она в полёте сильно разогревается и краска и другие материалы начинают гореть и выделять продукты горения.
Ведущим конструктором ракеты 1Я2ТА в 1962—1969 годы был О. Громыко. Траекторно-баллистические, аэродинамические и прочностные расчёты ракеты были выполнены Д. Рыжовым, А. Гольденбергом, Р. Соколовой, Л. Солодовниковым, Г. Рыжовой, Г. Почерниным. Конструкция лаборатории со сбрасываемыми в полёте люками была разработана группой конструкторов во главе с Е. Пинаевым (С. Березкин, В. Гладких, В. Каплан, В. Смолин). Группа в составе Ю. Облогин, В. Снесарь, А. Коломнина разработала и довела на стендовых испытаниях двигатель для отделения третьей ступени ракеты, который затем сбрасывался в полёте. Всё бортовое электрическое хозяйство было создано Е. Ширшовым и В. Берсеньевой. Предстартовая подготовка и проверка ракеты и её пуск осуществлялись отделом лётных испытаний (А. Юдин, Г. Глебов, С .Мокеев).
По результатам конструкторских работ было получено несколько авторских свидетельств об изобретениях от Госкомитета по изобретениям и открытиям СССР.

## Технические характеристики
| Стартовая масса     | 9000 кг   |
| Количество ступеней | 3         |
| Масса лаборатории   | 520 кг    |
| Макс. скорость      | 2450 м/с  |
| рабочая высота      | до 400 км |

## Пуски
1 октября 1966 года трёхступенчатой геофизической ракетой 1Я2ТА была запущена на высоту 400 км автоматическая ионосферная лаборатория «Янтарь-1» для исследования взаимодействия реактивной струи электрического ракетного двигателя (ЭРД), работавшего на аргоне, с ионосферной плазмой. Экспериментальный плазменно-ионный ЭРД был впервые включён на высоте 160 км, и в течение дальнейшего полёта было проведено 11 циклов его работы. Была достигнута скорость истечения реактивной струи около 40 км/с. Лаборатория «Янтарь» достигла заданной высоты полёта 400 км, полёт продолжался 10 минут, ЭРД работал устойчиво и развил проектную тягу в пять грамм. О достижении советской науки научная общественность узнала из сообщения ТАСС.
Во второй серии экспериментов использовали азот. Скорость истечения была доведена до 120 км/с. В 1966—1971 запущено четыре подобных аппарата (по другим данным до 70 года и шесть аппаратов).
Осенью 1970 года успешно выдержал испытания в реальном полёте прямоточный воздушный ЭРД. В октябре 1970 года на XXI конгрессе Международной астрономической федерации советские учёные — профессор Г. Гродзовский, кандидаты технических наук Ю. Данилов и Н. Кравцов, кандидаты физико-математических наук М. Маров и В. Никитин, доктор технических наук В. Уткин — доложили об испытаниях двигательной установки, работающей на воздухе. Зарегистрированная скорость реактивной струи достигла 140 км/с.